# Modysticus okefinokensis
Modysticus okefinokensis là một loài nhện trong họ Thomisidae.
Loài này thuộc chi Modysticus. Modysticus okefinokensis được Willis J. Gertsch miêu tả năm 1934.